# Топилище
Топилище (укр. Топилище) — село в Павловской сельской общине Владимирского района Волынской области Украины.
До 2020 года входило в Иваничевский район.
Расположено на правом берегу реки Луга (приток Западного Буга).
Код КОАТУУ — 0721188501. Население по переписи 2001 года составляет 522 человека. Почтовый индекс — 45341. Телефонный код — 3372. Занимает площадь 13,4 км².